# Nepal Armed Police Force Team
Maillots
Le Nepal Armed Police Force Team (en népalais : सशस्त्र प्रहरी बल क्लब), plus couramment abrégé en APF Club, est un club népalais de football fondé en 2001 et basé à Katmandou, la capitale du pays.

## Histoire
Fondé à Katmandou en 2001 sous le nom de Gyanendra Armed Police Force Team, le club joue ses rencontres à domicile au Stade Dasarath Rangasala de Katmandou, comme toutes les équipes de la capitale népalaise.
Le club n'a jamais réussi à briller en championnat. Son meilleur résultat est une cinquième place, obtenue à trois reprises, en 2006, 2007 et 2015.